# Sinoptik.bg
Sinoptik.bg e български уебсайт за прогноза за времето, част от групата на Нетинфо.
Създаден е на 13 май 2008 г. и предлага детайлна десетдневна прогноза за времето.
На сайта има подробна метеорологична прогноза за 80 000 точки по целия свят и дава информация за това как се променя времето на всеки 60 минути през следващите 24 часа. Сайтът дава информация за атмосферното налягане, вероятността за валежи и количеството им, вероятността за буря, продължителността на деня, фазите на Луната и други. Налична е също така информация за летните и зимните курорти, картина от тях в реално време, фото галерия и видео прогнози.
През 2014 г. стартира мобилното приложение на Sinoptik.bg.